# Metaltella simoni
Metaltella simoni is een spinnensoort uit de familie Desidae. De soort komt voor in Brazilië, Uruguay en Argentinië. Als invasiegast is hij ook bekend in Californië.